# Plongeon aux Jeux olympiques d'été de 2012 – Tremplin à 3 mètres femmes
Navigation
Pékin 2008 Rio de Janeiro 2016
L'épreuve du tremplin à 3 mètres femmes des Jeux olympiques d'été de 2012 a lieu du 3 au 5 août au London Aquatics Centre.

## Médaillées
| Or        | Argent | Bronze        |
| Wu Minxia | He Zi  | Laura Sánchez |

## Qualification
Pour cette épreuve, les qualifiées directs sont les douze finalistes de cette épreuve lors des Championnats du monde de natation 2011, les 5 championnes continentales dans cette épreuve et au maximum 18 demi-finalistes de la coupe du monde de plongeon 2012. Aussi, certains plongeuses ont obtenu leurs places par invitation. Chaque nation peut qualifier au maximum 2 plongeuses par épreuve individuelle.

## Format de la compétition
La compétition a lieu en trois phases. Lors des éliminatoires, les 34 plongeuses exécutent 6 plongeons et les 18 meilleures se qualifient pour les demi-finales. Lors de cette demi-finale, les 18 plongeuses restants exécutent de nouveau six plongeons, les scores des qualifications sont effacés et 12 meilleurs participent à la finale. Enfin, lors de la finale, les 12 plongeuses exécutent six plongeons avec cette fois-ci les scores des demi-finales sont effacés.

## Résultats
| Rang                                | Plongeuse               | Pays            | Qualification | Qualification | Demi-finales | Demi-finales | Finale     | Finale     | Finale     | Finale     | Finale     | Finale     | Finale     |
| Rang                                | Plongeuse               | Pays            | Points        | Rang          | Points       | Rang         | Plongeon 1 | Plongeon 2 | Plongeon 3 | Plongeon 4 | Plongeon 5 | Points     | Rang       |
| ----------------------------------- | ----------------------- | --------------- | ------------- | ------------- | ------------ | ------------ | ---------- | ---------- | ---------- | ---------- | ---------- | ---------- | ---------- |
| Médaille d'or, Jeux olympiques      | Wu Minxia               | Chine           | 387.75        | 1             | 394.40       | 1            | 79.50      | 79.75      | 85.25      | 84.00      | 85.50      | 414.00     | 1          |
| Médaille d'argent, Jeux olympiques  | He Zi                   | Chine           | 363.85        | 2             | 354.50       | 3            | 76.50      | 83.70      | 78.00      | 76.50      | 64.50      | 379.20     | 2          |
| Médaille de bronze, Jeux olympiques | Laura Sánchez           | Mexique         | 320.15        | 9             | 336.50       | 7            | 70.50      | 67.50      | 75.00      | 74.40      | 75.00      | 362.40     | 3          |
| 4                                   | Tania Cagnotto          | Italie          | 349.80        | 3             | 362.10       | 2            | 76.50      | 69.00      | 68.20      | 72.00      | 76.50      | 362.20     | 4          |
| 5                                   | Sharleen Stratton       | Australie       | 342.70        | 5             | 327.60       | 9            | 70.5       | 67.50      | 66.65      | 69.00      | 72.00      | 345.65     | 5          |
| 6                                   | Jennifer Abel           | Canada          | 344.15        | 4             | 353.25       | 4            | 66.00      | 77.50      | 55.50      | 72.00      | 72.00      | 343.00     | 6          |
| 7                                   | Cassidy Krug            | États-Unis      | 320.10        | 10            | 345.60       | 5            | 72.00      | 72.85      | 70.50      | 72.00      | 55.50      | 342.85     | 7          |
| 8                                   | Christina Loukas        | États-Unis      | 330.45        | 7             | 339.75       | 6            | 69.00      | 64.50      | 66.00      | 65.10      | 67.50      | 332.10     | 8          |
| 9                                   | Olena Fedorova          | Ukraine         | 308.70        | 14            | 314.70       | 12           | 65.80      | 63.00      | 63.00      | 61.50      | 64.50      | 317.80     | 9          |
| 10                                  | Anna Lindberg           | Suède           | 318.60        | 11            | 319.80       | 10           | 63.00      | 55.80      | 67.50      | 67.50      | 63.00      | 316.80     | 10         |
| 11                                  | Jaele Patrick           | Australie       | 289.65        | 18            | 315.60       | 11           | 67.50      | 63.00      | 60.00      | 58.90      | 60.00      | 309.40     | 11         |
| 12                                  | Émilie Heymans          | Canada          | 337.20        | 6             | 331.35       | 8            | 67.50      | 46.20      | 72.00      | 58.50      | 51.00      | 295.20     | 12         |
| 13                                  | Hannah Starling         | Grande-Bretagne | 298.95        | 17            | 313.95       | 13           | Réserviste | Réserviste | Réserviste | Réserviste | Réserviste | Réserviste | Réserviste |
| 14                                  | Nora Subschinski        | Allemagne       | 311.70        | 12            | 313.20       | 14           | Réserviste | Réserviste | Réserviste | Réserviste | Réserviste | Réserviste | Réserviste |
| 15                                  | Francesca Dallapé       | Italie          | 311.25        | 13            | 312.60       | 15           | —          | —          | —          | —          | —          | —          | —          |
| 16                                  | Katja Dieckow           | Allemagne       | 303.90        | 15            | 312.50       | 16           | —          | —          | —          | —          | —          | —          | —          |
| 17                                  | Nadezhda Bazhina        | Russie          | 325.00        | 8             | 310.70       | 17           | —          | —          | —          | —          | —          | —          | —          |
| 18                                  | Rebecca Gallantree      | Grande-Bretagne | 299.25        | 16            | 267.10       | 18           | —          | —          | —          | —          | —          | —          | —          |
| 19                                  | Anastasiia Podziniakova | Russie          | 286.50        | 19            | —            | —            | —          | —          | —          | —          | —          | —          | —          |
| 20                                  | Cheong Jun Hoong        | Malaisie        | 272.45        | 20            | —            | —            | —          | —          | —          | —          | —          | —          | —          |
| 21                                  | Hanna Pysmenska         | Ukraine         | 271.50        | 21            | —            | —            | —          | —          | —          | —          | —          | —          | —          |
| 22                                  | Flóra Gondos            | Hongrie         | 266.45        | 22            | —            | —            | —          | —          | —          | —          | —          | —          | —          |
| 23                                  | Jocelyn Castillo        | Venezuela       | 266.00        | 23            | —            | —            | —          | —          | —          | —          | —          | —          | —          |
| 24                                  | Ng Yan Yee              | Malaisie        | 257.85        | 24            | —            | —            | —          | —          | —          | —          | —          | —          | —          |
| 25                                  | Nóra Barta              | Hongrie         | 257.70        | 25            | —            | —            | —          | —          | —          | —          | —          | —          | —          |
| 26                                  | Fanny Bouvet            | France          | 257.10        | 26            | —            | —            | —          | —          | —          | —          | —          | —          | —          |
| 27                                  | Marion Farissier        | France          | 248.70        | 27            | —            | —            | —          | —          | —          | —          | —          | —          | —          |
| 28                                  | Juliana Veloso          | Brésil          | 241.15        | 28            | —            | —            | —          | —          | —          | —          | —          | —          | —          |
| 29                                  | Arantxa Chávez          | Mexique         | 225.45        | 29            | —            | —            | —          | —          | —          | —          | —          | —          | —          |
| 30                                  | Jenifer Benitez         | Espagne         | 224.60        | 30            | —            | —            | —          | —          | —          | —          | —          | —          | —          |